# Cercle Brügge
Die Cercle Brugge Koninklijke Sportvereniging, im deutschsprachigen Raum allgemein bekannt als Cercle Brügge [ˈsɛʁkɫ ˈbʁʏɡə], ist ein belgischer Fußballverein. Die Heimspiele werden im Jan-Breydel-Stadion in Brügge ausgetragen. Das Stadion wird mit dem Lokalrivalen FC Brügge geteilt.

## Geschichte

### 1899 bis 1919: Die frühen Vereinsjahre
Cercle Sportif Brugeois wurde am 9. April 1899 durch eine Fusion des Vlaamsche FC de Bruges und Rapid FC, die von den Brüdern Xaverianen veranlasst wurde, gegründet. Ursprünglich konzentrierte sich der Verein auf fünf Sportarten: Fußball, Cricket, Tennis, Laufsport und Radsport.
Der Verein schloss sich 1900 dem Königlichen Belgischen Fußballverband an, an den Verein wurde die Matrikelnummer 12 vergeben. Cercle erzielte ihren ersten Erfolg 1902 im Henri-Fraey-Pokal und besiegte Olympique Iris Club Lillois (der Vorgänger des OSC Lille) sowie US Tourcoing. Nachdem die Mannschaft einige kleine Turniere gewonnen hatte, erzielte Cercle ihren ersten großen Erfolg und wurde in der Saison 1910/11 belgischer Meister. Cercle beendete diese Saison mit einem Punkt Vorsprung vor ihren Erzrivalen FC Brügge.
Auch der Erste Weltkrieg hatte für Cercle eine verheerende Auswirkung: Der Verein verlor durch den Krieg zwei Spieler, Louis Baes und Joseph Evrard, und ihr Stadion sowie Vereinsgelände erlitten schwere Schäden. Der ehemalige Spieler Alphonse Six, der für Cercle in 87 Spielen 92 Tore schoss (1907–1912), verlor auch sein Leben.
| Saison  | Platz  | Liga | Punkte | Anmerkungen                                                                                                 | Belgischer Pokal |
| ------- | ------ | ---- | ------ | --- | ---------------- |
| 1899/00 | unbek. | I    | unbek. | | -                |
| 1900/01 | 9      | I    | 6      | | -                |
| 1901/02 | 4      | I    | 8      | | -                |
| 1902/03 | 4      | I    | 4      | Henri-Fraey-Pokal gewonnen                                                                                  | -                |
| 1903/04 | 3      | I    | 17     | | -                |
| 1904/05 | 8      | I    | 15     | | -                |
| 1905/06 | 8      | I    | 12     | | -                |
| 1906/07 | 6      | I    | 17     | | -                |
| 1907/08 | 6      | I    | 6      | | -                |
| 1908/09 | 10     | I    | 22     | | -                |
| 1909/10 | 9      | I    | 6      | | -                |
| 1910/11 | 3      | I    | 36     | | -                |
| 1911/12 | 1      | I    | 35     | Belgischer Meister Im Finale des belgischen Pokalwettbewerbs gegen Royale Union Saint-Gilloise 3:2 verloren | Finalteilnahme   |
| 1912/13 | 5      | I    | 25     | | Viertelfinale    |
| 1913/14 | 3      | I    | 30     | | -                |
| 1914/15 |        |      |        | Kein Ligabetrieb                                                                                            |                  |
| 1915/16 |        |      |        | Kein Ligabetrieb                                                                                            |                  |
| 1916/17 |        |      |        | Kein Ligabetrieb                                                                                            |                  |
| 1917/18 |        |      |        | Kein Ligabetrieb                                                                                            |                  |
| 1918/19 |        |      |        | Kein Ligabetrieb                                                                                            |                  |

### 1919 bis 1924: Neuaufbau
Cercle nahm ihren Fußball im Jahre 1919 mit einer fast vollständig neuen Mannschaft wieder auf. Louis Saeys war der einzige Spieler, der auch schon vor dem Krieg für die Mannschaft spielte. Die Erwartungen waren niedrig, aber der Verein setzte sich in den nächsten Jahren in der oberen Tabellenhälfte fest.
1921 enthüllte der Verein ein Monument als Erinnerung an die Mitglieder von Cercle Brügge, die im Ersten Weltkrieg gestorben sind. Die Enthüllung wurde durch eine Tragödie überschattet, als ein Doppeldecker während der Ehrungsfeier abstürzte, dabei starben die zwei Insassen. Das Monument existiert noch und steht jetzt vor dem Jan-Breydel-Stadion.
Im Jahre 1923 wurde das Vereinsgelände erweitert. Das Spielfeld verschob sich um 100 Meter, das Stadion wurde ausgebaut und war für die nächsten fünfzig Jahre als das Edgard-De-Smedt-Stadion bekannt.
| Saison  | Platz | Liga | Punkte | Anmerkungen                                                            | Belgischer Pokal |
| ------- | ----- | ---- | ------ | ---------------------------------------------------------------------- | ---------------- |
| 1919/20 | 8     | I    | 19     |                                                                        | -                |
| 1920/21 | 5     | I    | 26     |                                                                        | -                |
| 1921/22 | 6     | I    | 28     |                                                                        | -                |
| 1922/23 | 3     | I    | 37     |                                                                        | -                |
| 1923/24 | 3     | I    | 33     | Vereinsgelände wurde ausgebaut; neues Stadion: Edgard-De-Smedt-Stadion | -                |

### 1924 bis 1930: Belgischer Meister
1924 wurde dem Verein der königliche Name Royale Cercle Sportif Brugeois verliehen. Der Verein begann mit einer erfolgreichen Ära, geführt von zwei Spielmachern: Florimond Vanhalme und Louis Saeys. In der Saison 1925/26 stand Cercle nach der Hinrunde zwar auf dem ersten Platz, konnte aber aufgrund vieler Spielerverletzungen und des schlechten Rückrundenergebnis am Ende der Saison nur den fünften Platz erreichen. Obwohl danach einige wichtige Spieler den Verein verließen, gewann Cercle Brügge ein Jahr darauf ihre zweite belgische Meisterschaft und zum ersten Mal den belgischen Pokalwettbewerb.
Der Sieg wurde von zwei Todesfällen im Verein ein paar Monate zuvor überschattet: Albert Van Coile, der einer schwerwiegenden Verletzung im Spiel gegen US Tourcoing erlag und der ehemalige Präsident René de Peellaert, der an einer Lungenentzündung starb, die er sich während der Beerdigung von Van Coile geholt hatte.
Cercle fing die Saison 1929/30 nach den hohen Erwartungen schwach an: Nach der Hinrunde erreichten sie den siebten Platz und lagen sieben Punkte hinter dem Spitzenreiter Royal Antwerpen. Dennoch konnten sie den Abstand zum Spitzenreiter am Ende der Saison auf einen Punkt verringern. Am letzten Spieltag gewann Cercle Brügge gegen Lierse SK mit 4:1, gleichzeitig verlor aber Royal Antwerpen gegen den zehntplatzierten Standard Lüttich mit 5:3. Dadurch hatte Cercle die dritte und bisher letzte belgische Meisterschaft gewonnen. Weil Cercle die Meisterschaft gewann, waren sie zur Teilnahme am Coupe des Nations eingeladen, der als Vorläufer der Pokal der Landesmeister angesehen wird. Cercle Brügge verlor das Turnier in der ersten Runde gegen Slavia Prag mit 4:2.
| Saison  | Platz | Liga | Punkte | Anmerkungen                                                                                    | Belgischer Pokal |
| ------- | ----- | ---- | ------ | ---------------------------------------------------------------------------------------------- | ---------------- |
| 1924/25 | 4     | I    | 28     |                                                                                                | -                |
| 1925/26 | 5     | I    | 31     |                                                                                                | -                |
| 1926/27 | 1     | I    | 35     | Belgischer Meister Belgischer Pokalsieger (Cercle Brügge gewann 2:1 gegen Tubantia Borgerhout) | Gewonnen         |
| 1927/28 | 3     | I    | 34     |                                                                                                | -                |
| 1928/29 | 4     | I    | 29     |                                                                                                | -                |
| 1929/30 | 1     | I    | 37     | Belgischer Meister Nahmen am Coupe des Nations teil                                            | -                |

### 1930 bis 1938: Talfahrt
Die Erfolge der Vorsaison konnte die Mannschaft nicht kompensieren und erreichte am Ende der Saison den siebten Platz. Weitere Titelambitionen waren in den Folgejahren völlig verschwunden, da Cercle sich nicht in der oberen Tabellenhälfte festsetzen konnte. Die Gründe in dieser Zeit waren zum einen, dass einige Spieler ihre Profikarriere beendeten oder zu anderen Vereinen wechselten, und zum anderen die jungen Spieler, die ihre Talente auf diesen Niveau nicht zeigen konnten.
Die Abwärtsspirale erreichte 1936 mit dem Abstieg in die Zweitklassigkeit einen Tiefpunkt. Cercle nutzte die Gelegenheit, durchgreifende Änderungen vorzunehmen: die Ernennung eines neuen Trainers und Vorstands. Die Änderungen erwiesen sich relativ erfolgreich und Cercle stieg nach zwei Jahren wieder in die höchste belgische Spielklasse auf.
| Saison  | Platz | Liga | Punkte | Anmerkungen | Belgischer Pokal |
| ------- | ----- | ---- | ------ | ----------- | ---------------- |
| 1930/31 | 7     | I    | 26     |             | -                |
| 1931/32 | 6     | I    | 27     |             | -                |
| 1932/33 | 3     | I    | 33     |             | -                |
| 1933/34 | 8     | I    | 25     |             | -                |
| 1934/35 | 6     | I    | 27     |             | -                |
| 1935/36 | 13    | I    | 19     | Abstieg     | -                |
| 1936/37 | 6     | II   | 27     |             | -                |
| 1937/38 | 1     | II   | 39     | Aufstieg    | -                |

### 1939 bis 1945: Der Zweite Weltkrieg in Belgien
Der Zweite Weltkrieg machte einen regulären Fußballbetrieb im Jahr 1939 unmöglich. Daher nahm Cercle an regionalen Meisterschaften teil, wo die Vereine mehrfach aufeinander trafen.
Im Jahr 1941 nahm der Verein wieder am nationalen Wettbewerb teil, doch Cercle beendete die Saison als Vorletzter. Normalerweise würde dies bedeuten, dass Cercle absteigen würde. Aber der belgische Fußballverband entschied, dass bedingt durch die Umstände des Krieges, der begrenzten Trainingsmöglichkeiten und Jugendförderung, kein Team aus der Liga absteigen sollte.
In der Saison 1942/43 wurde über Cercle – nach einem Zwischenfall während eines Spiels gegen RSC Anderlecht – ein Geisterspiel verhängt.
Unmittelbar nach der Befreiung im Jahr 1944 wurde eine inoffizielle Meisterschaft ausgetragen, welche von den Vereinen gespielt werden sollte, die sich 1939 für die höchste Spielklasse qualifiziert hatten. Die meisten Vereine konnte allerdings nicht teilnehmen, und die Ardennenoffensive bedeutete das Ende dieser Initiative. Die Endplatzierungen dieses Wettbewerbs wurden nie vom belgischen Fußballverband archiviert.
| Saison  | Platz | Liga | Punkte | Anmerkungen                  | Belgischer Pokal |
| ------- | ----- | ---- | ------ | ---------------------------- | ---------------- |
| 1938/39 | 11    | I    | 22     |                              | -                |
| 1939/40 |       |      |        | Kein offizieller Ligabetrieb |                  |
| 1940/41 |       |      |        | Kein offizieller Ligabetrieb |                  |
| 1941/42 | 13    | I    | 13     |                              | -                |
| 1942/43 | 8     | I    | 28     |                              | -                |
| 1943/44 | 8     | I    | 29     |                              | -                |
| 1944/45 |       |      |        | Kein offizieller Ligabetrieb |                  |

### 1945 bis 1961: Berg- und Talfahrt
Nach dem Krieg konnte Cercle Brügge den Abstieg in der ersten Saison (1945/46) aus der höchsten belgischen Spielklasse nicht vermeiden und, obwohl die Mannschaft als Aufstiegsfavorit galt, kam Cercle in der Saison 1946/47 nicht über einen siebten Platz hinaus. Die nächsten vier Saisons waren die Leistungen durchwachsen. 1951 gab der belgische Fußballverband bekannt, dass zur nächsten Saison 1952/53 die zweithöchste Spielklasse von zwei Ligastaffeln (Promotion A und Promotion B) auf eine Staffel reduziert wird. Cercle schaffte die Qualifikation zur neuen Division II nicht – Cercle erreichte am Ende der Saison 1951/52 nur den 15. Platz – und musste bis 1956 in der dritthöchsten Spielklasse spielen.
In den nächsten zwei Jahren musste die Mannschaft in der Division II wieder gegen den Abstieg kämpfen, diesmal mit mehr Erfolg, wenn auch die zweite Saison sehr knapp war. Der Klub hatte nach der Hinrunde nur neun Punkte erspielt, der Klassenerhalt konnte aber am letzten Spieltag durch einen Sieg gesichert werden. Kurz darauf wurde der neue französische Trainer Edmond Delfour vorgestellt. Der neue Trainer brachte Cercle auf eine neue Erfolgsspur: Zwar hatte man 1959 und 1960 den Aufstieg in die höchste Spielklasse nur knapp verfehlt, aber ein Jahr darauf konnte die Mannschaft den Aufstieg in die 1. Division feiern.
| Saison  | Platz | Liga | Punkte | Anmerkungen                                                                   | Belgischer Pokal |
| ------- | ----- | ---- | ------ | ----------------------------------------------------------------------------- | ---------------- |
| 1945/46 | 19    | I    | 18     | Abstieg                                                                       | -                |
| 1946/47 | 7     | II   | 33     |                                                                               | -                |
| 1947/48 | 5     | II   | 33     |                                                                               | -                |
| 1948/49 | 11    | II   | 28     |                                                                               | -                |
| 1949/50 | 11    | II   | 28     |                                                                               | -                |
| 1950/51 | 11    | II   | 27     |                                                                               | -                |
| 1951/52 | 15    | II   | 18     | Cercle konnte sich nicht für eingleisigen Division II qualifizieren → Abstieg | -                |
| 1952/53 | 8     | III  | 32     |                                                                               | -                |
| 1953/54 | 7     | III  | 31     |                                                                               | -                |
| 1954/55 | 3     | III  | 40     |                                                                               | -                |
| 1955/56 | 1     | III  | 47     | Aufstieg                                                                      | -                |
| 1956/57 | 9     | II   | 28     |                                                                               | -                |
| 1957/58 | 11    | II   | 25     |                                                                               | -                |
| 1958/59 | 3     | II   | 38     |                                                                               | -                |
| 1959/60 | 3     | II   | 39     |                                                                               | -                |
| 1960/61 | 2     | II   | 41     | Aufstieg                                                                      | -                |

### 1961 bis 1965: Kurze Wiederauferstehung
Nach 15 Jahren spielte Cercle Brügge wieder in der ersten Division und blieb dort nur fünf Jahre. In der ersten Saison konnte Cercle Brügge aufgrund einer veränderten Tabellenregelung den Abstiegskampf für sich behaupten. Bei Punktegleichheit zweier Mannschaften (in dem Fall Cercle Brügge und THOR Waterschei) wurde die Mannschaft höher platziert, die weniger Niederlagen und mehr Siege verbuchen konnte.
| Saison  | Platz | Liga | Punkte | Anmerkungen | Belgischer Pokal |
| ------- | ----- | ---- | ------ | ----------- | ---------------- |
| 1961/62 | 14    | I    | 24     |             | -                |
| 1962/63 | 11    | I    | 26     |             | -                |
| 1963/64 | 10    | I    | 26     |             | -                |
| 1964/65 | 11    | I    | 25     |             | -                |

### 1965 bis 1971: Tristesse und der Fünf-Jahres-Plan
Am Ende der Saison 1965/1966 belegte Cercle Brügge den letzten Platz und musste in der nächsten Saison in der zweiten Division spielen. Schlimmer noch war, dass dem Verein Korruption vorgeworfen wurde. Der damalige Lierse-SK-Spieler Bogaerts sagte, dass der Cercle Vizepräsident Paul Lantsoght in Bestechungen verwickelt wäre. Der belgische Fußballverband verurteilte Cercle zum Zwangsabstieg in die dritte Division. Lantsoght verklagte auf Grund dessen den belgischen Fußballverband in einem Prozess, den er im Juni 1967 gewonnen hatte, aber der sportliche Schaden war groß: Cercle blieb in der dritten Division, verloren viele wichtige Spieler und waren dadurch nicht in der Lage sofort wieder aufzusteigen.
Zur Saison 1967/68 ernannte Cercle Urbain Braems als neuen Cheftrainer. Braems hatte einen ehrgeizigen Plan: Innerhalb von fünf Jahren soll Cercle Brügge wieder in der höchsten Spielklasse spielen. In der ersten Saison spielte Braems' Mannschaft um den Aufstieg in die zweite Division und schaffte dies auch am Ende mit dem ersten Platz. Im Juli 1968 wurde der Vereinsname in KSV Cercle Brügge geändert.
Dank einer guten Transferpolitik hatte der Verein in der zweiten Division sofort eine wichtige Rolle erspielt. Nach 20 Spieltagen führte Cercle die zweite Division an, aber beendete mit dem vierten Platz und vier Punkten Abstand zum erstplatzierten AS Ostende die Saison. In der nächsten Saison stand Cercle am Ende auch vier Punkte hinter dem erstplatzierten KFC Diest. Aber im Jahre 1971, ein Jahr vor dem Ende des Fünf-Jahres-Plans, erreichte Cercle Braems' Ziel: Die Mannschaft beendete die Saison auf dem ersten Platz und spielte wieder in der höchsten belgischen Spielklasse.
| Saison  | Platz | Liga | Punkte | Anmerkungen                          | Belgischer Pokal |
| ------- | ----- | ---- | ------ | ------------------------------------ | ---------------- |
| 1965/66 | 16    | I    | 16     | Zwangsabstieg in die dritte Division | -                |
| 1966/67 | 4     | III  | 35     |                                      | -                |
| 1967/68 | 1     | III  | 45     | Aufstieg                             | -                |
| 1968/69 | 4     | II   | 37     |                                      | -                |
| 1969/70 | 6     | II   | 35     |                                      | -                |
| 1970/71 | 1     | II   | 46     | Aufstieg                             | -                |

### 1971 bis 1997: Etablierung
Cercle versuchte mit der Verpflichtung Fernand Goyvaerts und Benny Nielsenden, den Abstiegskampf zu vermeiden. Erste Ergebnisse sahen nach dem Gewinn gegen RSC Anderlecht und FC Brügge vielsprechend aus, jeweils Meister und Vizemeister in dieser Saison. Die Mannschaft beendete die Saison auf dem fünften Platz. In den weiteren Jahren konnte sich Cercle im sicheren Mittelfeld festsetzen. 1975 verabschiedete sich der Verein vom Eggard-De-Smedt-Stadion und zog ins Olympiastadion, das später in Jan-Breydel-Stadion umbenannt wurde.

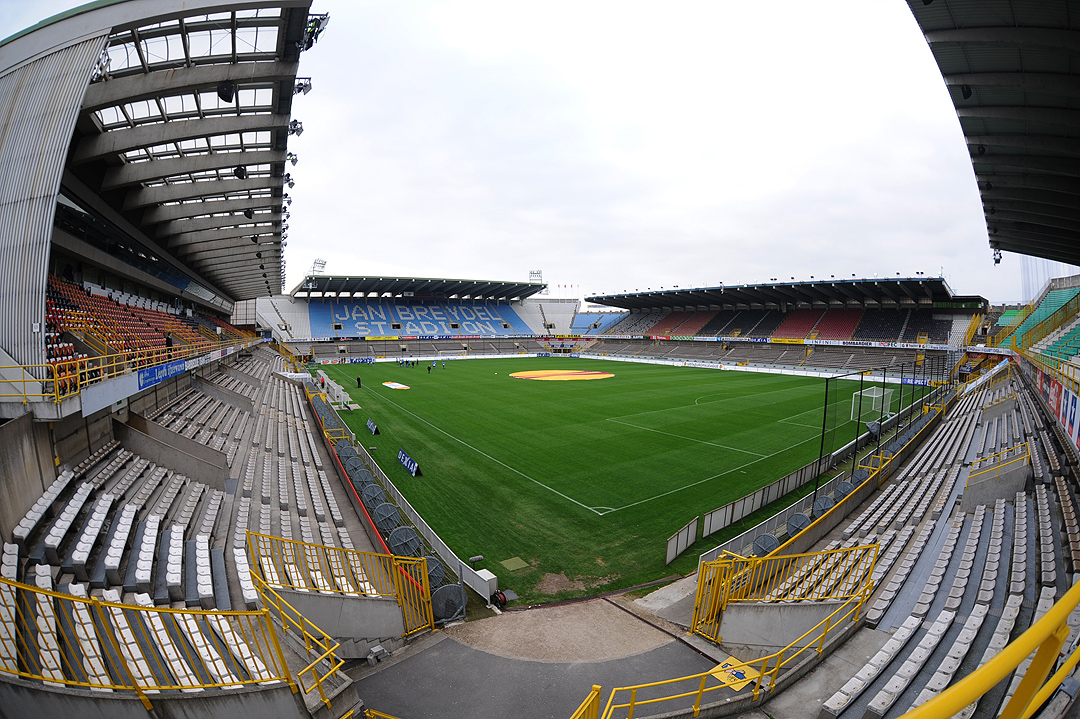
Jan-Breydel-Stadion

Zwischen 1967 und 1977 hatte Cercle nur zwei Trainer, Urbain Braems und Han Grijzenhout – letzterer verließ den Verein aufgrund eines lukrativen Angebots vom SC Lokeren.
Cercle ernannte 1977 Lakis Petropoulos als neuen Trainer. Aber die Ernennung hatte einen großen Nachteil, da es sprachliche Schwierigkeiten zwischen dem griechischen Trainer und seinen Spielern gab. Der Verein stieg dadurch in der gleichen Saison in die zweite Division ab. Darauf folgend wurde Han Grijzenhout wieder als Trainer ernannt, um so schnell wie möglich den Aufstieg zu schaffen. Nach nur einer Saison stieg Cercle wieder in die erste Division auf.
Nach der kurzen Pause konnte sich Cercle Brügge weiter in der höchsten belgischen Spielklasse etablieren, dies gipfelte 1985 mit dem bisher letzten belgischen Pokalsieg. Zum ersten Mal seit 1930 qualifizierte sich Cercle Brügge für ein europäisches Turnier. In der ersten Runde des Europapokal der Pokalsieger spielte die Mannschaft gegen Dynamo Dresden und gewann das Heimspiel mit 3:2, aber in Dresden verlor Cercle mit 2:1. Dadurch verlor Cercle Brügge nach der Auswärtstorregel mit 4:4 gegen Dynamo Dresden. Ein Jahr später stand Cercle wieder im Finale, um den belgischen Pokalwettbewerb zu gewinnen, aber die Mannschaft verlor gegen den Stadtrivalen FC Brügge mit 3:0.
Im Jahr 1988 verpflichtete der Verein den jugoslawischen Stürmer Josip Weber (1964–2017). Trotz des schwierigen Starts in Belgien erwies sich Weber für Cercle Brügge als der beste Torschütze der Nachkriegszeit (136 Tore in 204 Ligaspielen). Weber war von 1992 bis 1994 Torschützenkönig in der ersten Division. Ein weiterer prominenter Spieler war der Rumäne Dorinel Munteanu, der in den 1990er Jahren für Cercle Brügge spielte.
1996 erreichte die Mannschaft wieder das Finale im belgischen Pokalwettbewerb. Cercle Brügge verlor das Finale wieder gegen FC Brügge. Aber da der FC Brügge in der gleichen Saison schon belgischer Meister wurde, qualifizierte sich Cercle Brügge für den Europapokal der Pokalsieger (für die Saison 1996/97), wo sie in der ersten Runde gegen die norwegische Mannschaft Brann Bergen spielten. Cercle gewann zwar das Heimspiel mit 3:2, verlor aber mit 4:0 in Bergen. Cercle verlor danach einige wichtige Spieler, fand keine richtigen Ersatzspieler und stieg 1997 zusammen mit dem KV Mechelen ab.
| Saison  | Platz | Liga | Punkte | Anmerkungen | Belgischer Pokal |
| ------- | ----- | ---- | ------ | --- | ---------------- |
| 1971/72 | 5     | I    | 32     | | -                |
| 1972/73 | 11    | I    | 28     | | -                |
| 1973/74 | 8     | I    | 27     | | -                |
| 1974/75 | 10    | I    | 37     | | -                |
| 1975/76 | 13    | I    | 31     | Neue Spielstätte: Olympiastadion (seit der EM 2000 → Jan-Breydel-Stadion)                                                                                    | -                |
| 1976/77 | 8     | I    | 35     | | -                |
| 1977/78 | 17    | I    | 16     | Abstieg | -                |
| 1978/79 | 1     | II   | 46     | Aufstieg | -                |
| 1979/80 | 10    | I    | 32     | | -                |
| 1980/81 | 14    | I    | 29     | | -                |
| 1981/82 | 14    | I    | 28     | | -                |
| 1982/83 | 12    | I    | 29     | Im Achtelfinale des belgischen Pokalwettbewerbs gegen Lierse SK ausgeschieden (2:0)                                                                          | Achtelfinale     |
| 1983/84 | 11    | I    | 31     | | -                |
| 1984/85 | 13    | I    | 29     | Belgischer Pokalsieger Cercle qualifizierte sich für den Europapokal der Pokalsieger                                                                         | Gewonnen         |
| 1985/86 | 10    | I    | 34     | In der ersten Runde des Europapokal der Pokalsieger an Dynamo Dresden gescheitert Im Finale des belgischen Pokalwettbewerbs gegen FC Brügge mit 3:0 verloren | Finalteilnahme   |
| 1986/87 | 11    | I    | 30     | Im Halbfinale des belgischen Pokalwettbewerbs gegen RFC Lüttich verloren (3:2)                                                                               | Halbfinale       |
| 1987/88 | 7     | I    | 33     | | -                |
| 1988/89 | 15    | I    | 27     | | -                |
| 1989/90 | 9     | I    | 31     | | -                |
| 1990/91 | 16    | I    | 25     | | -                |
| 1991/92 | 9     | I    | 34     | Torschützenkönig wurde Josip Weber | -                |
| 1992/93 | 13    | I    | 28     | Torschützenkönig wurde Josip Weber | -                |
| 1993/94 | 12    | I    | 29     | Torschützenkönig wurde Josip Weber | -                |
| 1994/95 | 15    | I    | 28     | | -                |
| 1995/96 | 8     | I    | 49     | Im Finale des belgischen Pokalwettbewerbs gegen FC Brügge mit 2:1 verloren Cercle qualifizierte sich für den Europapokal der Pokalsieger                     | Finalteilnahme   |
| 1996/97 | 18    | I    | 27     | Abstieg In der ersten Runde des Europapokal der Pokalsieger an Brann Bergen gescheitert                                                                      | -                |

### 1997 bis 2003: Zweite Division
Cercle beendete die erste Saison in der zweiten Division mit dem zehnten Platz. In den nächsten vier Jahren setzte sich die Mannschaft im Tabellenmittelfeld fest.
Zur Saison 2002/03 wählte der Vorstand einen neuen Präsidenten, Frans Schotte, und einen neuen Trainer, den ehemaligen Spieler Jerko Tipurić, der auch in der Saison 1996/97 schon die Mannschaft trainierte. 2003 erreichte die Mannschaft den ersten Platz und stieg zur Saison 2003/04 in die erste Division auf.
| Saison  | Platz | Liga | Punkte | Anmerkungen                                                                     | Belgischer Pokal |
| ------- | ----- | ---- | ------ | ------------------------------------------------------------------------------- | ---------------- |
| 1997/98 | 10    | II   | 44     |                                                                                 | -                |
| 1998/99 | 9     | II   | 35     | Im Achtelfinale des belgischen Pokalwettbewerbs gegen KV Kortrijk ausgeschieden | Achtelfinale     |
| 1999/00 | 8     | II   | 54     |                                                                                 | -                |
| 2000/01 | 7     | II   | 49     | Im Viertelfinale des belgischen Pokalwettbewerbs gegen KRC Genk ausgeschieden   | Viertelfinale    |
| 2001/02 | 6     | II   | 52     |                                                                                 | -                |
| 2002/03 | 1     | II   | 69     | Aufstieg                                                                        | -                |

### Cercle Brügge seit 2003

Vereinslogo bis Juni 2022

Unter Trainer Jerko Tipurić landete der Verein mit 35 Punkten auf dem 14. Platz. Im Jahr darauf wurde unter dem neuen Trainer Ham Van Veldhoven offensiver gespielt. Am 24. November 2004 starb Nele Deboeuf, die Freundin des Stürmers Denis Viane, im Alter von 27 Jahren an einer Krankheit. Die gesamte Mannschaft war geschockt und es folgte eine Phase schlechter Leistungen. Dennoch konnte am Saisonende ein gutes Ergebnis erreicht werden. Am Ende der Saison 2004/05 war Cercle Brügge mit Lierse SK punktegleich, landete aber aufgrund des schlechteren Torverhältnisses auf dem 11. Platz. Als 2007 Van Veldhoven als neuer Trainer von Germinal Beerschot angekündigt wurde, wählte Cercle den ehemaligen Anderlecht Spieler und Trainer Glen De Boeck als seinen Nachfolger.
In seinem ersten Jahr überraschte De Boeck mit erfolgreichem offensiven und attraktiven Fußball. Cercle beendete die Saison mit dem vierten Platz – die beste Platzierung seit dem Zweiten Weltkrieg. Am Ende der Saison 2009/10 erreichte die Mannschaft das Finale im belgischen Pokalwettbewerb, verlor 3:0 gegen KAA Gent, was zur Qualifikation in die Europa League reichte. Kurz danach gab der Trainer Glen De Boeck überraschend bekannt, dass er einen Vertrag mit Germinal Beerschot zur neuen Saison unterschrieben hatte, obwohl er ein Monat vorher einen 4-Jahres-Vertrag mit Cercle Brügge unterzeichnet hatte. Cercle Brügge ernannte Bob Peeters, Reservetrainer von KAA Gent, zum neuen Trainer.
| Saison  | Platz | Liga | Punkte                          | Anmerkungen | Belgischer Pokal  |
| ------- | ----- | ---- | ------------------------------- | --- | ----------------- |
| 2003/04 | 14    | I    | 35                              | Im Viertelfinale des belgischen Pokalwettbewerbs gegen Excelsior Mouscron ausgeschieden | Viertelfinale     |
| 2004/05 | 11    | I    | 41                              | | -                 |
| 2005/06 | 14    | I    | 37                              | Im Achtelfinale des belgischen Pokalwettbewerbs gegen KAA Gent ausgeschieden | Achtelfinale      |
| 2006/07 | 12    | I    | 38                              | | -                 |
| 2007/08 | 4     | I    | 60                              | Im Viertelfinale des belgischen Pokalwettbewerbs gegen Standard Lüttich ausgeschieden | Viertelfinale     |
| 2008/09 | 9     | I    | 47                              | Im Halbfinale des belgischen Pokalwettbewerbs gegen KV Mechelen ausgeschieden | Halbfinale        |
| 2009/10 | 9     | I    | 38                              | Finale des belgischen Pokalwettbewerbs gegen KAA Gent verloren Cercle qualifizierte sich für die Europa League                                                                                                | Finalteilnahme    |
| 2010/11 | 9     | I    | 39                              | Im Halbfinale des belgischen Pokalwettbewerbs gegen KVC Westerlo ausgeschieden | Halbfinale        |
| 2011/12 | 7     | I    | 46                              | Im Achtelfinale des belgischen Pokalwettbewerbs gegen Beerschot AC ausgeschieden | Achtelfinale      |
| 2012/13 | 16    | I    | 14                              | Relegationssieger gegen Beerschot AC Im Finale des belgischen Pokalwettbewerbs gegen KRC Genk ausgeschieden                                                                                                   | Finale            |
| 2013/14 | 11    | I    | 33                              | Im Viertelfinale des belgischen Pokalwettbewerbs gegen SV Zulte Waregem ausgeschieden | Viertelfinale     |
| 2014/15 | 15    | I    | 24                              | Abstieg nach verlorener Relegation gegen Lierse SK Im Halbfinale des belgischen Pokalwettbewerbs gegen FC Brügge ausgeschieden                                                                                | Halbfinale        |
| 2015/16 | 5     | II   | 54                              | In der 6. Runde des belgischen Pokalwettbewerbs gegen KVC Westerlo ausgeschieden | 6. Runde          |
| 2016/17 | 6     | II   | 33                              | in der Abstiegsrunde Platz 6 mit 33 Punkten In der 6. Runde des belgischen Pokalwettbewerbs gegen Sporting Lokeren ausgeschieden                                                                              | 6. Runde          |
| 2017/18 | 1     | II   | 50                              | Sieger der zweiten Tranche mit 27 Punkten; Sieger der Aufstiegsspiele gegen KFCO Beerschot Wilrijk; Aufstieg in die Division 1A in der 6. Runde des belgischen Pokalwettbewerbes gegen KRC Genk ausgeschieden | 6. Runde          |
| 2018/19 | 13    | I    | 28                              | In der 6. Runde des belgischen Pokalwettbewerbs gegen KFCO Beerschot Wilrijk ausgeschieden | 6. Runde          |
| 2019/20 | 14    | I    | 23 (Abbruch nach 29 Spieltagen) | In der 6. Runde des belgischen Pokalwettbewerbs gegen Union sport rebecquoise ausgeschieden | 6. Runde          |
| 2020/21 | 16    | I    | 36                              | Im Viertelfinale des belgischen Pokalwettbewerbs gegen den RSC Anderlecht ausgeschieden | Viertelfinale     |
| 2021/22 | 10    | I    | 45                              | Im Achtelfinale des belgischen Pokalwettbewerbs gegen den KV Mechelen ausgeschieden | Achtelfinale      |
| 2022/23 | 08    | I    | 50                              | Platz 2 in den Europa-Play-offs mit 36 Punkten Im Achtelfinale des belgischen Pokalwettbewerbs gegen den KAA Gent ausgeschieden                                                                               | Achtelfinale      |
| 2023/24 | 05    | I    | 47                              | Platz 4 in den Meister-Play-off mit 37 Punkten damit für die 2. Qualifikationsrunde zur Europa League qualifiziert Im Sechzehntelfinale des belgischen Pokalwettbewerbs gegen SV Zulte Waregem ausgeschieden  | Sechzehntelfinale |

Am 2. Mai 2019 wurde die Trennung vom bisherigen Trainer Laurent Guyot bekanntgegeben. Als neuer Trainer mit einem Vertrag für zwei Jahre wurde am 19. Juni 2019 Fabien Mercadal verpflichtet. Nachdem Cercle in den ersten zehn Spieltagen der Saison 2019/20 nur einmal gewonnen und neunmal verloren hatte und auf dem letzten Tabellenplatz stand, wurde am 7. Oktober 2019 die einvernehmliche Trennung mit Fabian Mercadal vereinbart.
Am 12. Oktober 2019 wurde Bernd Storck als neuer Trainer verpflichtet. Diesem gelang es durch Erfolge im Februar 2020, dass Cercle den Abstiegsplatz verließ. Bei Unterbrechung der Saison infolge der COVID-19-Pandemie nach dem vorletzten Spieltag der Hauptrunde war der Klassenerhalt gesichert. Am 22. April 2020 teilte Storck dem Verein mit, dass er für eine Vertragsverlängerung über den 30. Juni 2020 hinaus nicht zur Verfügung stehe.
Erst am 3. Juli 2020 wurde mit dem Engländer Paul Clement ein Nachfolger präsentiert. Mit ihm wurde ein Vertrag mit einer Laufzeit von drei Jahren abgeschlossen. Nachdem Cercle Anfang Februar 2021 auf dem Relegationsplatz stand und dabei vier Punkte Rückstand auf den nächsten Platz hatte, wurde Clement entlassen. Zwei Tage später wurde Yves Vanderhaeghe als neuer Trainer mit einem unbefristeten Vertrag verpflichtet. Der Verein beendete die Saison 2020/21 auf Platz 16, also dem untersten, der den sicheren Klassenerhalt bedeutete. Im Pokal unterlag man erst im Viertelfinale dem RSC Anderlecht.
Ende November 2021 stand der Verein auf dem Relegationsplatz mit vier Punkten Rückstand auf den nächsthöheren Tabellenplatz. Darauf wurde Vanderhaeghe als Trainer entlassen, und am selben Tag der Österreicher Dominik Thalhammer als neuer Trainer mit einem Vertrag bis Sommer 2023 verpflichtet. Die Saison 2021/22 wurde auf Platz 10 beendet. Zwar fehlten sechs Punkte zum Erreichen der Play-off-Runde um die Qualifikation zur Europa Conference League, aber mit 17 Punkten Vorsprung vor dem Relegationsplatz.
Die nächste Saison 2022/23 wurde schwach begonnen. Nachdem der Verein nach dem 9. Spieltag wieder auf dem vorletzten Platz stand, der in dieser Saison am Ende den direkten Abstieg bedeuten würde, wurde Thalhammer als Trainer entlassen. Sein Landsmann Miron Muslić, bisher Co-Trainer, wurde zum neuen Cheftrainer befördert. Ende November 2022 verlängerte der Verein seinen Vertrag bis zum Ende der darauffolgenden Saison. Cercle stand am Ende der Saison auf Platz 8 und durfte daher am ligainternen Play-off für die Qualifikation zur Europa Conference League teilnehmen. In diesem erarbeitete man sich noch den zweiten von vier Plätzen, hatte hierbei jedoch acht Punkte Rückstand auf KAA Gent. Die Hauptrunde der anschließenden Saison 2023/24 beendete Cercle auf Platz 5. Der Verein konnte im Meisterschafts-Play-off noch einen Platz gut machen und berechtigte sich somit für die Teilnahme an der 2. Qualifikationsrunde der Europa League. Der Gegner in dieser wird der FC Kilmarnock sein.

## Lokalrivalen
Neben Cercle Brügge spielt auch der FC Brügge in der ersten belgischen Liga. Während der Derbys ist die Stadt in zwei Lager gespalten. 

## Kader der Saison 2024/25
(Stand: 22. Februar 2025)
| Nummer     | Spieler                | Nationalität   | im Verein seit | letzter Verein                 | Geburtsdatum |          |          |
| Torhüter   | Torhüter               | Torhüter       | Torhüter       | Torhüter                       | Torhüter     | Torhüter | Torhüter |
| ---------- | ---------------------- | -------------- | -------------- | ------------------------------ | ------------ | -------- | -------- |
| 01         | Warleson               | Brasilien      | 2020           | vereinslos                     | 31.08.1996   |          |          |
| 21         | Maxime Delanghe        | Belgien        | 2023           | Lierse SK                      | 23.05.2001   |          |          |
| 84         | Bas Langenbick         | Belgien        | 2023           | eigene Jugend                  | 13.02.2003   |          |          |
| 89         | Eloy Room              | Curaçao        | 2024           | Vitesse Arnheim                | 06.02.1989   |          |          |
| Abwehr     |                        |                |                |                                |              |          |          |
| 02         | Ibrahim Diakité        | Guinea-a       | 2024           | Stade Reims                    | 31.10.2003   |          |          |
| 03         | Edgaras Utkus          | Litauen        | 2021           | AS Monaco                      | 22.06.2000   |          |          |
| 04         | Dalangunypole Gomis    | Frankreich     | 2024           | FC Sochaux                     | 28.06.2004   |          |          |
| 05         | Lucas Perrin           | Frankreich     | 2025           | Hamburger SV                   | 19.11.1998   |          |          |
| 14         | Beni Mpanzu            | Belgien        | 2025           | Lierse SK                      | 15.05.2004   |          |          |
| 15         | Gary Magnée            | Belgien        | 2024           | KAS Eupen                      | 12.10.1999   |          |          |
| 18         | Senna Miangue          | Belgien        | 2021           | Cagliari Calcio                | 05.02.1997   |          |          |
| 20         | Flávio Nazinho         | Portugal       | 2023           | Sporting Lissabon              | 20.07.2003   |          |          |
| 66         | Christiaan Ravych      | Belgien        | 2022           | eigene Jugend                  | 30.07.2002   |          |          |
| 76         | Jonas Lietaert         | Belgien        | 2023           | eigene Jugend                  | 16.07.2004   |          |          |
| 90         | Emmanuel Kakou         | Elfenbeinküste | 2024           | eigene Jugend                  | 30.06.2005   |          |          |
| Mittelfeld |                        |                |                |                                |              |          |          |
| 06         | Lawrence Agyekum       | Ghana          | 2024           | FC Red Bull Salzburg           | 23.11.2003   |          |          |
| 08         | Erick Nunes            | Brasilien      | 2024           | Fluminense Rio de Janeiro U 20 | 29.02.2004   |          |          |
| 17         | Abu Francis            | Ghana          | 2022           | FC Nordsjælland                | 27.04.2001   |          |          |
| 27         | Nils De Wilde          | Belgien        | 2023           | RSC Anderlecht U21             | 27.01.2003   |          |          |
| 28         | Hannes Van der Bruggen | Belgien        | 2021           | KV Kortrijk                    | 01.04.1993   |          |          |
| 30         | Bruno Gonçalves        | Brasilien      | 2024           | FC Red Bull Salzburg           | 14.03.2003   |          |          |
| Angriff    |                        |                |                |                                |              |          |          |
| 07         | Malamine Efekele       | Frankreich     | 2024           | AS Monaco                      | 19.07.2004   |          |          |
| 10         | Felipe Augusto         | Brasilien      | 2024           | Corinthians São Paulo          | 18.02.2004   |          |          |
| 11         | Alan Minda             | Ecuador        | 2023           | Independiente del Valle        | 14.05.2003   |          |          |
| 13         | Paris Brunner          | Deutschland    | 2024           | AS Monaco                      | 15.02.2006   |          |          |
| 22         | Alama Bayo             | Belgien        | 2024           | RFC Seraing                    | 02.02.2006   |          |          |
| 23         | Heriberto Jurado       | Mexiko         | 2025           | Club Necaxa                    | 03.01.2005   |          |          |
| 34         | Thibo Somers           | Belgien        | 2019           | eigene Jugend                  | 16.03.1999   |          |          |
| 77         | Steve Ngoura           | Frankreich     | 2025           | Le Havre AC                    | 22.02.2005   |          |          |
| 99         | Abdoul Kader Ouattara  | Burkina Faso   | 2024           | eigene Jugend                  | 26.05.2005   |          |          |

## Erfolge
- Belgischer Meister (3)
  - 1911, 1927, 1930
- Belgischer Pokalsieger (2)
  - 1927, 1985

## Europapokalbilanz
| Saison  | Wettbewerb                  | Runde                  | Gegner                 | Gesamt    | Hin     | Rück    |
| ------- | --------------------------- | ---------------------- | ---------------------- | --------- | ------- | ------- |
| 1985/86 | Europapokal der Pokalsieger | 1. Runde               | Dynamo Dresden         | (a)4:4(a) | 3:2 (H) | 1:2 (A) |
| 1996/97 | Europapokal der Pokalsieger | 1. Runde               | Brann Bergen           | 3:6       | 3:2 (H) | 0:4 (A) |
| 2010/11 | UEFA Europa League          | 2. Qualifikationsrunde | Turku PS               | (a)2:2(a) | 0:1 (H) | 2:1 (A) |
| 2010/11 | UEFA Europa League          | 3. Qualifikationsrunde | Anorthosis Famagusta   | 2:3       | 1:0 (H) | 1:3 (A) |
| 2024/25 | UEFA Europa League          | 2. Qualifikationsrunde | FC Kilmarnock          | 2:1       | 1:1 (A) | 1:0 (H) |
| 2024/25 | UEFA Europa League          | 3. Qualifikationsrunde | Molde FK               | 1:3       | 0:3 (A) | 1:0 (H) |
| 2024/25 | UEFA Conference League      | Play-offs              | Wisła Krakau           | 7:5       | 6:1 (A) | 1:4 (H) |
| 2024/25 | UEFA Conference League      | Ligaphase              | FC St. Gallen          | 6:2       | (H)     | (H)     |
| 2024/25 | UEFA Conference League      | Ligaphase              | Vikingur Reykjavik     | 1:3       | (A)     | (A)     |
| 2024/25 | UEFA Conference League      | Ligaphase              | LASK                   | 0:0       | (A)     | (A)     |
| 2024/25 | UEFA Conference League      | Ligaphase              | Heart of Midlothian    | 2:0       | (H)     | (H)     |
| 2024/25 | UEFA Conference League      | Ligaphase              | NK Olimpija Ljubljana  | 4:1       | (A)     | (A)     |
| 2024/25 | UEFA Conference League      | Ligaphase              | Istanbul Başakşehir FK | 1:1       | (H)     | (H)     |
| 2024/25 | UEFA Conference League      | Achtelfinale           | Jagiellonia Bialystok  | 2:3       | 0:3 (A) | 2:0 (H) |

Gesamtbilanz: 22 Spiele, 11 Siege, 3 Unentschieden, 8 Niederlagen, 37:34 Tore (Tordifferenz +3)

## Vorstand
Am 14. Januar 2020 trat Frans Schotte, der von 2001 bis 2011 und seit 2014 Vorsitzende von Cercle Brügge war, von seinem Amt zurück. Er wurde zum Ehrenvorsitzenden ernannt. Zugleich wurde Vincent Goemaere zum neuen Vorsitzenden gewählt.

## Spieler und Trainer

### Bekannte ehemalige Spieler (Auswahl)
| Name des Spielers | Zeitraum  | Bemerkung |
| ----------------- | --------- | --- |
| Robert Braet      | 1928–1948 | • Belgischer Meister 1930 mit Cercle Brügge • ehemaliger belgischer Nationalspieler |
| Kalusha Bwalya    | 1985–1989 | • ehemaliger sambischer Nationalspieler |
| Albert Van Coile  | 1919–1927 | • ehemaliger belgischer Nationalspieler |
| Alain De Nil      | 1988–1992 | • ehemaliger belgischer Nationalspieler |
| Jan Ove Pedersen  | 1996–1997 | • ehemaliger norwegischer Nationalspieler |
| Fernand Goyvaerts | 1971–1973 | • ehemaliger belgischer Nationalspieler |
| Kari Laukkanen    | 1986–1987 | • ehemaliger finnischer Nationalspieler • in Deutschland für Stuttgarter Kickers und SV Waldhof Mannheim aktiv |
| Dorinel Munteanu  | 1993–1995 | • ehemaliger rumänischer Nationalspieler • in Deutschland für 1. FC Köln und VfL Wolfsburg aktiv |
| Morten Olsen      | 1972–1976 | • ehemaliger dänischer Nationalspieler • in Deutschland für 1. FC Köln aktiv |
| Marcel Pertry     | 1943–1955 | • mit 137 Toren in 277 Spielen Rekordhalter als bester Torschütze für Cercle |
| Alphonse Six      | 1907–1912 | • ehemaliger belgischer Nationalspieler • Belgischer Meister 1911 • spielte von 1906 bis 1907 im vereinseigenen Nachwuchs • erzielte in 87 Ligapartien 92 Treffer • erster belgischer Spieler, der eine ausländische Meisterschaft gewann |
| Didier Six        | 1980      | • ehemaliger französischer Nationalspieler • in Deutschland für VfB Stuttgart und VfB Leipzig aktiv |
| Julien Verriest   | 1965–1981 | • 1985 im Pokalsieger-Team von Cercle Brügge |
| Josip Weber       | 1988–1994 | • ehemaliger kroatischer und belgischer Nationalspieler • in 204 Spielen für Cercle mit 136 Toren (2. Platz der besten Torschützen für Cercle)                                                                                            |

### Cercles Trainer (unvollständig)
| Amtszeit  | Nat.                                           | Trainer              |
| --------- | ---------------------------------------------- | -------------------- |
| 1914–1928 | Belgien                                        | Louis Saeys          |
| 1928–1937 | Belgien                                        | Florimond Vanhalme   |
| 1937–1938 | Schottland                                     | William Maxwell      |
| –         | –                                              | –                    |
| 1940–1941 | Belgien                                        | Florimond Vanhalme   |
| 1941–1942 | Belgien                                        | Louis Saeys          |
| –         | –                                              | –                    |
| 1954–1958 | Belgien                                        | Guy Thys             |
| 1958–1977 | Niederlande                                    | Han Grijzenhout      |
| –         | –                                              | –                    |
| 1978      | Griechenland                                   | Lakis Petropoulos    |
| 1978–1979 | Niederlande                                    | Han Grijzenhout      |
| –         | –                                              | –                    |
| 1982–1983 | Niederlande                                    | Han Grijzenhout      |
| 1983–1984 | Niederlande                                    | Henk Houwaart        |
| 1984–1987 | Belgien                                        | Georges Leekens      |
| 1988–1991 | Niederlande                                    | Han Grijzenhout      |
| 1991–1993 | Niederlande                                    | Henk Houwaart        |
| 1994–1997 | Jugoslawien Sozialistische Föderative Republik | Jerko Tipurić        |
| 1998–2002 | Niederlande                                    | Dennis van Wijk      |
| 2002–2004 | Jugoslawien Sozialistische Föderative Republik | Jerko Tipurić        |
| 2004–2007 | Niederlande                                    | Harm van Veldhoven   |
| 2007–2010 | Belgien                                        | Glen De Boeck        |
| 2010–2012 | Belgien                                        | Bob Peeters          |
| 2012–2013 | Niederlande                                    | Foeke Booy           |
| 2013–2014 | Belgien                                        | Lorenzo Staelens     |
| 2014–2015 | Island                                         | Arnar Viðarsson      |
| 2015      | Niederlande                                    | Dennis van Wijk      |
| 2015–2016 | Belgien                                        | Frédéric Vanderbiest |
| 2016      | Belgien                                        | Vincent Euvrard      |
| 2016–2017 | Belgien                                        | José Riga            |
| 2017–2018 | Belgien                                        | Franky Vercauteren   |
| 2018–2019 | Frankreich                                     | Laurant Guyot        |
| 2019      | Frankreich                                     | Fabien Mercadal      |
| 2019–2020 | Deutschland                                    | Bernd Storck         |
| 2020–2021 | England                                        | Paul Clement         |
| 2021      | Belgien                                        | Yves Vanderhaeghe    |
| 2021–2022 | Osterreich                                     | Dominik Thalhammer   |
| 2022–2024 | Osterreich                                     | Miron Muslić         |
| 2024–2025 | Osterreich                                     | Ferdinand Feldhofer  |
| 2025      | Deutschland                                    | Bernd Storck         |